# Trombiculidae
Famille
Les Trombiculés (Trombiculidae) sont une famille d'arachnides de l'ordre des Trombidiformes.

## Liste des sous-familles et genres
Selon BioLib (22 mars 2018) :
- sous-famille Hemitrombiculinae Ewing, 1944
  - genre Hemitrombicula Ewing, 1938
- sous-famille Schoengastiinae Vercammen-Grandjean, 1960
  - genre Aitkenius Brennan, 1970
  - genre Ascoschoengastia Ewing, 1946
  - genre Boshellia Ewing, 1950
  - genre Cheladonta Lipovsky, Crossley & Loomis, 1955
  - genre Dermadelema Pomeroy & Loomis, 1984
  - genre Doloisia Oudemans, 1910
  - genre Ectonyx Brennan, 1960
  - genre Euschoengastia Ewing, 1938
  - genre Fauranius Brennan & Lukoschus, 1971
  - genre Globularoschoengastia Chen & Hsu, 1955
  - genre Guntheria Womersley, 1939
  - genre Helenicula Audy, 1954
  - genre Herpetacarus Vercammen-Grandjean, 1960
  - genre Loomisia Brennan & Reed, 1972
  - genre Mackiena Traub & Evans, 1950
  - genre Neoschoengastia Ewing, 1929
  - genre Ornithacarus Vercammen-Grandjean, 1960
  - genre Parascoschoengastia Vercammen-Grandjean, 1960
  - genre Pseudoschoengastia Lipovsky, 1951
  - genre Radfordiana Womersley, 1952
  - genre Schoengastia Oudemans, 1910
  - genre Schoengastiella Hirst, 1915
  - genre Schoutedenichia Jadin & Vercammen-Grandjean, 1954
  - genre Susa Audy & Nadchatram, 1960
  - genre Walchiella Fulle in Wharton & Fulle, 1952
- sous-famille Trombiculinae Ewing, 1929
  - genre Acariscus Ewing, 1943
  - genre Aniatrus Brennan & Jones, 1961
  - genre Aplodontophila W. J. Wrenn & C. Maser, 1981
  - genre Babiangia Southcott, 1954
  - genre Blankaartia Oudemans, 1911
  - genre Chiroptella Vercammen-Grandjean, 1960
  - genre Crotiscus Ewing, 1944
  - genre Elianella Vercammen-Grandjean, 1956
  - genre Endotrombicula Ewing, 1931
  - genre Euschoengastoides Loomis, 1954
  - genre Eutrombicula Ewing, 1938
  - genre Fonsecia Radford, 1942
  - genre Heaslipia Ewing, 1944
  - genre Heaslipioides Vercammen-Grandjean, Nadchatram & Traub, 1966
  - genre Hoffmanniella Vercammen-Grandjean, 1960
  - genre Hyponeocula Vercammen-Grandjean, 1960
  - genre Kaaia Brennan, 1958
  - genre Leptotrombidium Nagayo, Miyagawa, Mitamura & Imamura, 1916
  - genre Megatrombicula Michener, 1947
  - genre Microtrombicula Ewing, 1950
  - genre Miyatrombicula Sasa, Kawashima & Egashira, 1952
  - genre Multgniella Vercammen-Grandjean & Fain, 1957
  - genre Myotrombicula Womersley & Heaslip, 1943
  - genre Neacariscus Vercammen-Grandjean, 1960
  - genre Neotrombicula Hirst, 1915
  - genre Nothotrombicula Dumbleton, 1947
  - genre Novotrombiucla Womersley & Kohls, 1947
  - genre Oaxacarus M. L. Goff & G. S. Spicer, 1980
  - genre Oenschongastia Womersley & Kohls, 1947
  - genre Pentagonella Thor, 1936
  - genre Phrynacarus Lawrence, 1949
  - genre Polylopadium Brennan & Jones, 1961
  - genre Riedlinia Oudemans, 1914
  - genre Speotrombicula Ewing, 1946
  - genre Tecomatlana Hoffmann, 1947
  - genre Trombicula Berlese, 1910
  - genre Trombiculoides Jacot, 1938
  - genre Trombigastia Vercammen-Grandjean & Brennan, 1957
  - genre Vanidicus Brennan & Jones, 1961
  - genre Vercammenia Audy & Nadchatram, 1957
  - genre Whartonacarus Vercammen-Grandjean, 1960
  - genre Willmannium Vercammen-Grandjean & Langston, 1976
  - genre Womersleyia Radford, 1946
- genre Aboriginesia Kudryashova, 1993
- genre Afrotrombicula Kolebinova & Vercammen-Grandjean, 1978
- genre Akodonacarus M. L. Goff & J. P. J. Webb, 1989
- genre Alexfainia Yunker & Jones, 1961
- genre Anahuacia Hoffmann, 1963
- genre Andalgalomacarus M. L. Goff & J. O. J. Whitaker, 1984
- genre Anomalaspis Brennan, 1952
- genre Argentinacarus Goff & Gettinger, 1995
- genre Arisocerus Brennan, 1970
- genre Atelepalme Brennan & Reed, 1973
- genre Audytrombicula Vercammen-Grandjean, 1963
- genre Axiogastia Loomis, 1966
- genre Bernia Allred & Beck, 1966
- genre Bishoplinia Vercammen-Grandjean & Nadchatram, 1965
- genre Blix Brennan & Yunker, 1966
- genre Brennanacarus Goff, Yunker & Wheeler, 1987
- genre Brennania Radford, 1954
- genre Brunehaldia Vercammen-Grandjean, 1956
- genre Carebareia Goff & Brennan, 1977
- genre Chilacarus J. P. J. Webb, S. G. Bennett & R. B. Loomis, 1986
- genre Colicus Brennan, 1970
- genre Crotonasis Brennan & Yunker, 1966
- genre Cubanothrombium Z. Feider, 1983
- genre Delmohius J. M. Brennan & M. L. Goff, 1978
- genre Dolichotrombicula Feider, 1977
- genre Dongyangsha T. Wen, 1984
- genre Ericotrombidium Vercammen-Grandjean, 1966
- genre Eusaperium Brennan, 1970
- genre Eutonella Kudryashova, 1988
- genre Extraschoengastia Kudryashova, 1998
- genre Fainiella Vercammen-Grandjean, 1953
- genre Fereus Brennan & Jones, 1961
- genre Fonsecula Loomis, 1966
- genre Gerbillicula M. G. Kolebinova, 1984
- genre Grandjeana Koçak & Kemal, 2009
- genre Heterotectum Z. Feider, 1983
- genre Heterotrombidium Verdun, 1909
- genre Hexidionis Vercammen-Grandjean & Loomis, 1967
- genre Hirsutiella Schluger & Vysotzkaja, 1970
- genre Hoffmannina Brennan & Jones, 1959
- genre Holubicula M. Daniel & P. H. Vercammen-Grandjean, 1985
- genre Hsuella D. Q. Wang, Z. Y. Li & L. C. Shi, 1989
- genre Huabangsha T. H. Wen, Z. Z. Yu & G. R. Yang, 1980
- genre Hypogastia Vercammen-Grandjean, 1967
- genre Intercutestrix Brennan & Yunker in Wenzel & Tipton, 1966
- genre Ipotrombicula Womersley, 1952
- genre Kayella Vercammen-Grandjean, 1960
- genre Kepkatrombicula Kudryashova & Stekolnikov, 2010
- genre Lacertacarus Shluger & Vasilleva, 1977
- genre Liuella D. Q. Wang & X. L. Bai, 1992
- genre Machadella Taufflieb, 1965
- genre Montacarus Kudryashova, 1998
- genre Montivagum N. I. Kudryashova, 1988
- genre Multigniella Vercammen-Grandjean & Fain, 1957
- genre Muritrombicula Z. Z. Yu, Z. D. Gong & K. H. Tao, 1981
- genre Myacarus Brennan & Yunker in Wenzel & Tipton, 1966
- genre Novotrombicula Womersley & Kohls, 1947
- genre Nycterinastes Brennan & Reed, 1973
- genre Octasternala W. A. Brown, 1990
- genre Omogastia Wang, 1995
- genre Ornithogastia Vercammen-Grandjean, 1960
- genre Otorhinophila Wrenn & Loomis, 1967
- genre Oudemansidium Vercammen-Grandjean & André, 1966
- genre Paratrombicula M. L. Goff & J. O. J. Whitaker, 1984
- genre Peltoculus Brennan, 1972
- genre Pentagonaspis Vercammen-Grandjean & André, 1966
- genre Pentagonotectum Z. Feider, 1983
- genre Perates Brennan & Dalmat, 1960
- genre Perissopalla Brennan & White, 1960
- genre Phalcophila Brennan & Reed, 1973
- genre Poliremotus J. M. Brennan & M. L. Goff, 1978
- genre Pseudoblankaartia Fuller & Wharton, 1951
- genre Quadraseta Brennan, 1970
- genre Rhinibius Brennan & Yunker, 1969
- genre Sasatrombicula Vercammen-Grandjean, 1960
- genre Scopitrombium R. V. Southcott, 1986
- genre Serratacarus M. L. Goff & J. O. J. Whitaker, 1984
- genre Speleocola Lipovsky, 1952
- genre Striatiscuta Y. H. Hsu & Y. C. Hsu, 1982
- genre Tectumpilosum Z. Feider, 1983
- genre Tenotrombicula Vercammen-Grandjean, 1965
- genre Teratothrix J. M. Brennan & M. L. Goff, 1978
- genre Vargatula Brennan & Yunker in Wenzel & Tipton, 1966
- genre Vergrandia Yunker & Jones, 1961
- genre Wuella Wang-Dunqing, Pan-Fenggeng & Yan-Ge, 1997
- genre Xinjiangsha T. Wen & G. Shao, 1984
- genre Zumptrombicula Vercammen-Grandjean, 1967